# Учкурганський район

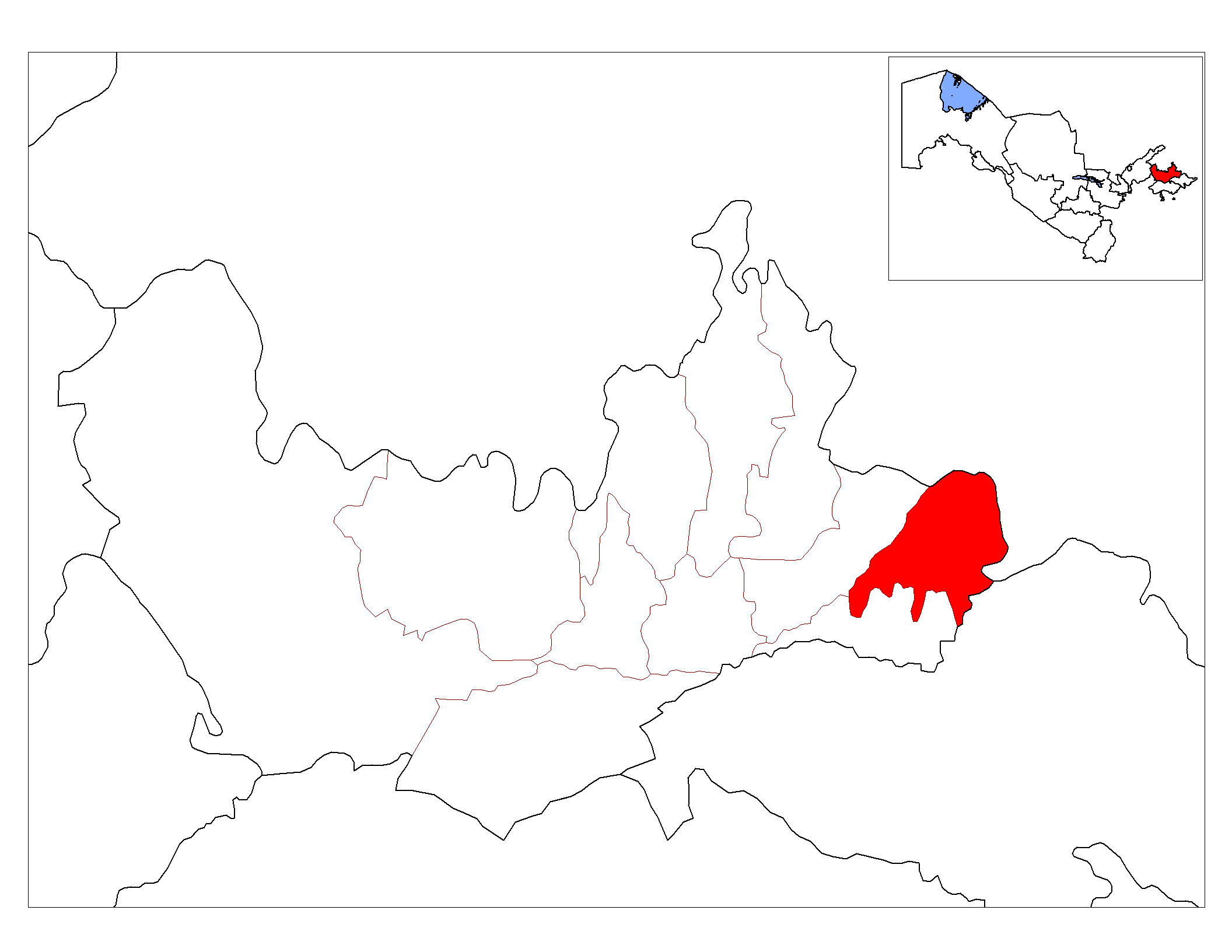
Розташування району в Наманганській області.

Учкурганський район (узб. Учкўрғон тумани, Uchqo’rg’on tumani) — район у Наманганській області Узбекистану. Розташований на сході області. Утворений 28 липня 1935 року. Центр — місто Учкурган.
| Узбекистан | Це незавершена стаття з географії Узбекистану. Ви можете допомогти проєкту, виправивши або дописавши її. |